# بروکلت، نیو ساوت ولز
بروکلت (به انگلیسی: Brooklet) یک منطقهٔ مسکونی در استرالیا است که در نیو ساوت ولز واقع شده‌است.